# Françoise Choay
Françoise Choay   (15è districte de París, 29 de març de 1925 - 7è districte de París, 8 de gener de 2025) va ser una professora francesa d'urbanisme, art i arquitectura a la Universitat de París I i París VIII. Ha estat crítica d'art, assagista i historiadora de l'arquitectura i l'urbanisme.

## Biografia
Seguí estudis de filosofia abans de ser crítica d'art. Als anys 1950, col·laborà a L'Observador, L'Œil i a Art de France. El 1960 s'ocupà de la delegació parisenca d'Art internacional.
Ha dirigit a les Éditions du Seuil la col·lecció «Espacements», en la qual aparegueren diverses traduccions dels textos fundacionals de l'urbanisme. Va ser elegida membre de l'Acadèmia de les Arts de Berlín el 1999.
Françoise Choay rebé el premi del llibre d'arquitectura 2007 per la seva obra Pour une anthropologie de l'espace. «L'autor lliura una antologia d'articles innovadors i fonamentals sobre les figures múltiples de l'espacialització i de la seva història (arquitectura, urbanisme, disposició, protecció del patrimoni)», considerà el jurat presidit per Gérard Grandval, arquitecte i membre de l'Académie d'architecture. Aquest premi li va ser atorgat el 19 de desembre de 2007 per Christine Albanel, ministra de Cultura i de la Comunicació.
Va escriure diversos treballs sobre la història de l'arquitectura i l'urbanisme, incloent-hi una crítica a l'obra de Le Corbusier i una antologia crítica sobre urbanisme: Urbanisme, utopies i realitats. Una antologia, publicada a Seuil el 1965.

## Obra publicada
- Urbanisme, Utopies et réalité (Paris, Le Seuil, 1965), que, sota la forma d'una antologia senzilla i apassionant, denuncia els dogmes i les contraveritats que embruten massa sovint la reflexió sobre l'urbà. En el que va ser la seva tesi, ensenya també que la professió reinventa molt i que es troben al final tres grans moviments.
- Espacements : essai sur l'évolution de l'espace urbain en France, amb fotografies de Jean-Louis Bloch-Lainé (Paris, Le Seuil, 1969).
- La Règle et le modèle (Paris, Le Seuil, 1980).
- L'Allégorie du patrimoine (Paris, Le Seuil, 1992, 1996, 2006).
- Dictionnaire de l'urbanisme et de l'aménagement (Paris, PUF, multiples éditions, en col·laboració amb Pierre Merlin).
- L'Art d'édifier, traducció en col·laboració amb Pierre Caye del De re aedificatoria de Leon Battista Alberti (Paris, Le Seuil, 2004).
- Pour une anthropologie de l'espace (Paris, Le Seuil, 2006).
- Alberti, humaniste, architecte, sota la direcció de Françoise Choay i Michel Paoli, París, Museu del Louvre/Escola nacional superior de les Belles Arts, 2006, ISBN 2-84056-211-1, els principals aspectes de l'obra d'Alberti abordats per alguns dels seus millors especialistes.